# Saison 1 des Experts : Miami
Chronologie
Saison 2 des Experts : Miami
Cet article présente le guide des épisodes de la saison 1 de la série télévisée Les Experts : Miami (CSI: Miami).

## Distribution de la saison

### Acteurs principaux
- David Caruso (VF : Bernard Métraux) : Horatio Caine
- Kim Delaney (VF : Véronique Augereau) : Megan Donner (épisodes 1 à 11)
- Emily Procter (VF : Rafaèle Moutier) : Calleigh Duquesne
- Adam Rodríguez (VF : Cyrille Artaux) : l'inspecteur Eric Delko
- Rory Cochrane (VF : Tanguy Goasdoué) : Tim Speedle
- Khandi Alexander (VF : Annie Milon) : Dr Alexx Woods

### Acteurs récurrents
- Wanda De Jesus (VF : Maïk Darah) : Adelle Sevilla (épisodes 3 à 17)
- Michael Whaley (en) (VF : Jean-Paul Pitolin) : l'inspecteur Bernstein (épisodes 6 à 22)
- Rex Linn (VF : Jean-Pierre Bagot) : Sgt. Frank Tripp (épisodes 16 à 23)
- Sofia Milos (VF : Anna Macina) : Yelina Salas (épisodes 17 à 24)
- Holt McCallany (VF : Paul Borne) : l'inspecteur John Hagen (épisodes 17, 19, 23 et 24)
- Brian Poth (VF : Xavier Thiam) : Tyler Jenson (épisodes 19, 21 et 24)
- Azura Skye (VF : Adeline Moreau) : Susie Barnam Keaton (épisode 23)

### Acteurs invités
- D. W. Moffett : James Welmont (épisode 13)
- Maggie Grace (VF : Caroline Victoria) : Amy Gorman (épisode 21)
- Patrick Flueger : Brad Kenner (épisode 23)

## Épisodes

### Épisode 1:Plus dure sera la chute
- États-Unis /  Canada : 23 septembre 2002 sur CBS / CTV[1]
- France : 7 juin 2003 sur TF1[2]
- Québec : 2 janvier 2006 sur Séries+[3]

- États-Unis : 23,10 millions de téléspectateurs[4] (première diffusion)
- France : 7,03 millions de téléspectateurs[5] (rediffusion) (32,2%)

Deux hommes pêchent dans les Everglades lorsqu'ils entendent un avion s'approcher trop fort. L'avion passe en fumant et s'écrase dans l'eau. Horatio Caine et Eric Delko arrivent alors dans un hydroglisseur à la recherche de survivants. Après un bref débat avec le NTSB sur la procédure, ils trouvent un survivant. Delko essaie de le sauver, mais il meurt.
De retour à terre, Calleigh Duquesne donne à Horatio des informations sur le vol tandis qu'Eric continue de chercher des parties du corps et de l'argent flottant dans l'eau. Megan Donner arrive et rencontre Tim Speedle. Il lui souhaite la bienvenue mais elle veut se mettre au travail. Megan discute de la procédure avec Horatio qui tient bon. Il s'excuse d'avoir son travail. Alexx assemble des morceaux des victimes et trouve ce qui semble être un trou de balle dans l'une d'entre elles. Elle dit à Horatio qui demande à Calleigh de trouver la balle dans l'épave. Un détective interroge l'un des pêcheurs pendant que Speedle écoute. Speedle parle à Megan du fusil de braconnage du pêcheur. Eric plonge à la recherche de preuves pendant que Speedle les documente. Horatio montre à Megan ce qui semble être un équipement de mauvaise qualité de l'avion. Alors qu'Eric et Speedle se chamaillent, Horatio trouve une ceinture de sécurité en bon état et une mallette vide.
Alors que les ambulanciers emmènent le survivant, Horatio remarque que l'homme n'a pas bouclé sa ceinture de sécurité. Megan parle à Horatio d'une femme morte, retrouvé à 8 km du crash. Alexx examine le nouveau corps et se demande comment elle s'est éloignée de l'épave. Alexx détermine que la femme décédée n'a pas non plus porté sa ceinture de sécurité et que ses vêtements sont très chers. Horatio détecte quelques marques sur la main de la victime. Horatio parle avec la mère de la femme décédée. Alors que Calleigh cherche la balle, elle trouve des dommages suspects à la porte de l'avion. Speedle informe Horatio de ce que faisaient les passagers de l'avion. Calleigh leur raconte que la porte s'est ouverte pendant le vol, ce qui explique comment la morte est tombée si loin.
L'avion amenait un groupe de dirigeants d'entreprise à Washington, DC pour rencontrer la SEC. Horatio interroge le technicien de l'avion et découvre que la porte ne s'est pas ouverte d'elle-même. quelqu'un l'a ouvert. Megan et Horatio interrogent le survivant. Il suggère que la femme décédée s'est suicidée. Alors qu'Eric et Speedle se disputent à propos de Megan; Eric dit que Megan est revenue tout de suite après être partie si longtemps, mais Speedle lui dit que son mari est mort. Horatio et Megan recréent une scène dans l'avion. Ils déterminent que la femme morte a été jetée hors de l'avion. Eric et Speedle découvrent que le pêcheur a volé la boîte noire de l'avion et l'attrapent rapidement dans l'étang d'alligators du pêcheur. Sur la boîte noire, ils entendent le crash, mais pas de coup de feu. Ils entendent également la femme morte crier à l'aide.

### Épisode 2:Apparences trompeuses
- États-Unis : 30 septembre 2002 sur CBS
- France : 14 juin 2003 sur TF1
- Québec : 9 janvier 2006 sur Séries+

- États-Unis : 19,80 millions de téléspectateurs[6] (première diffusion)

### Épisode 3:Le Prix de la liberté
- États-Unis : 7 octobre 2002 sur CBS
- France : 28 juin 2003 sur TF1
- Québec : 16 janvier 2006 sur Séries+

- États-Unis : 17,18 millions de téléspectateurs[7] (première diffusion)

### Épisode 4:Les Dessous de Miami
- États-Unis : 14 octobre 2002 sur CBS
- France : 14 septembre 2003 sur TF1
- Québec : 23 janvier 2006 sur Séries+

- États-Unis : 19,03 millions de téléspectateurs[8] (première diffusion)

### Épisode 5:Le Diamant est éternel
- États-Unis : 21 octobre 2002 sur CBS
- France : 14 juin 2003 sur TF1
- Québec : 30 janvier 2006 sur Séries+

- États-Unis : 18,78 millions de téléspectateurs[9] (première diffusion)

Les experts enquêtent sur deux affaires.
Dans la première, Megan Donner, Calleigh Duquesne et Tim Speedle tentent de découvrir pourquoi et par qui un prêtre, le père Carlos, a été abattu de deux coups de fusil dans le presbytère d'une église. Des marques de chaussure sont retrouvées dans le sang de la victime. Un de ses enfants de chœur, Cameron Medina, 12 ans, est suspecté, les traces retrouvées pouvant correspondre à ses chaussures.

### Épisode 6:Le Jouet cassé
Pour les articles homonymes, voir Broken.
- États-Unis : 28 octobre 2002 sur CBS
- France : 5 juillet 2003 sur TF1
- Québec : 6 février 2006 sur Séries+

- États-Unis : 18,75 millions de téléspectateurs[10] (première diffusion)

### Épisode 7:À bout de souffle
- États-Unis : 4 novembre 2002 sur CBS
- France : 7 juin 2003 sur TF1
- Québec : 13 février 2006 sur Séries+

- États-Unis : 17,94 millions de téléspectateurs[11] (première diffusion)
- France : 6,8 millions de téléspectateurs[5](rediffusion) (30,1%)

Les experts enquêtent sur deux affaires.
Dans la première, Horatio, Calleigh et Tim enquêtent sur la mort suspecte de Noel Peach, un étudiant qui gagne sa vie comme danseur érotique. Le jeune homme a été retrouvé mort après une fête privée très spéciale, uniquement réservée aux femmes, au cours de laquelle il avait dansé. Il avait eu un rapport sexuel avec au moins l'une des femmes. Noel semblait être en excellente santé et on ne comprend pas la raison de sa mort : aucune plaie, aucune agression, aucun empoisonnement. On découvre alors qu’il était allergique aux fruits de mer et à la nicotine. Comment aurait-il pu ingérer l'un de ces produits ? En tout cas, il n'était pas fumeur.

### Épisode 8:La Maison de l'horreur
- États-Unis : 11 novembre 2002 sur CBS
- France : 28 juin 2003 sur TF1
- Québec : 20 février 2006 sur Séries+

- États-Unis : 20,06 millions de téléspectateurs[12] (première diffusion)
- France : 7,09 millions de téléspectateurs[5](rediffusion) (39,2%)

### Épisode 9:Tireur isolé
- États-Unis : 18 novembre 2002 sur CBS
- France : 7 septembre 2003 sur TF1
- Québec : 27 février 2006 sur Séries+

- États-Unis : 17,16 millions de téléspectateurs[13] (première diffusion)
- France : 7,65 millions de téléspectateurs[14] (rediffusion) (37,4%)

### Épisode 10:Leçon de haine
- États-Unis : 25 novembre 2002 sur CBS
- France : 21 juin 2003 sur TF1
- Québec : 6 mars 2006 sur Séries+

- États-Unis : 18,84 millions de téléspectateurs[15] (première diffusion)

Les experts enquêtent sur deux affaires.
Dans la première, une étudiante découvre un homme suspendu à un arbre. Son corps est percé de trous, peut-être donnés par une dague ou un pic à glace. La victime était professeur d'université spécialisé en anthropologie et a été longuement torturée avant d'être assassinée. L'homme donnait des cours sur la violence et usait à l'égard de ses treize étudiants de méthodes d'enseignement peu conventionnelles. Horatio, Tim et Calleigh pensent que le professeur a été éliminé par l'un de ses élèves. Le problème est de déterminer lequel…

### Épisode 11:La Mort au bout du fil
- États-Unis : 16 décembre 2002 sur CBS
- France : 9 novembre 2003 sur TF1
- Québec : 13 mars 2006 sur Séries+

- États-Unis : 18,16 millions de téléspectateurs[16] (première diffusion)

Les experts enquêtent sur deux affaires.
Dans la première, le corps d'une adolescente est retrouvé dans un marécage, près d'un camp de redressement pour jeunes filles. Or la victime, jeune mannequin, ne faisait pas partie des pensionnaires de ce camp. Elle serait morte en raison de sangsues. La question est de savoir pourquoi elle était venue près du camp de redressement : peut-être pour y rencontrer sa meilleure amie ?

### Épisode 12:Une empreinte de trop
- États-Unis : 6 janvier 2003 sur CBS
- France : 21 juin 2003 sur TF1
- Québec : 20 mars 2006 sur Séries+[17]

- États-Unis : 17,52 millions de téléspectateurs[18] (première diffusion)
- France : 7,028 millions de téléspectateurs[19] (Rediffusion)

- Belinda Waymouth (Greta Roebling)
- Carlton Wilborn (Brian Davidson)
- Xavier Lynch (Malcolm Davidson)

Les experts enquêtent sur deux affaires.
Dans la première, le corps d'une jeune prostituée poignardée à vingt-trois reprises est retrouvé sous le lit d'une chambre hôtel. L'assassin a pris soin de ne laisser aucune trace, allant jusqu'à laver sa victime dans la baignoire. Une empreinte digitale est retrouvée, menant à un certain Cole, lequel devient les suspect principal. Horatio et Tim enquêtent.

### Épisode 13:Vapeurs stupéfiantes
- États-Unis : 27 janvier 2003 sur CBS
- France : 14 octobre 2007 sur TF1
- Québec : 4 septembre 2006 sur Séries+[20]

- États-Unis : 16,87 millions de téléspectateurs[21] (première diffusion)

- D. W. Moffett : James Welmont

L'équipe enquête sur deux affaires.
Dans la première, la scène de crime est un laboratoire clandestin de fabrication de drogues de synthèse. Un voisin de la maison est mort. Ces drogues étaient frelatées et entraînent des overdoses. Un étudiant en chimie est soupçonné ; peu de temps après son inculpation, il est retrouvé mort, tué d'un coup de couteau.

### Épisode 14:Œil pour œil
- États-Unis : 3 février 2003 sur CBS
- France : 5 juillet 2003 sur TF1
- Québec : 11 septembre 2006 sur Séries+

- États-Unis : 18,17 millions de téléspectateurs[22] (première diffusion)

Les experts enquêtent sur deux affaires.
Dans la première, Thomas Carpenter est retrouvé mort, attaché au lit dans une luxueuse villa et entouré d'objets de valeur (voiture de sport, montres de collection, vêtements sur mesure). Le nom gravé sur l'une des montres ne correspond pas à celui du propriétaire déclaré de la voiture, qui ne correspond pas non plus à celui du propriétaire de la villa. L'autopsie révèle des marques d'agression sexuelle : Carpenter a été sodomisé. L'homme avait été soupçonné d'avoir commis quatre viols mais les procédures n'avaient pas pu aboutir. Horatio et Tim pensent qu'il s'agit d'une vengeance, ou bien d'une des femmes agressées, ou bien d'un des maris ou compagnons. Ce qui est aussi problématique, c'est que Thomas Carpenter a aussi été, semble-t-il, un voleur ou un receleur : la plupart des objets précieux trouvés à son domicile ne lui appartiennent pas…

### Épisode 15:Une affaire empoisonnée
- États-Unis : 10 février 2003 sur CBS
- France : 21 septembre 2003 sur TF1
- Québec : 18 septembre 2006 sur Séries+

- États-Unis : 17,51 millions de téléspectateurs[23] (première diffusion)

### Épisode 16:Chaud et froid
- États-Unis : 17 février 2003 sur CBS
- France : 2 octobre 2007 sur TF1
- Québec : 25 septembre 2006 sur Séries+

- États-Unis : 18,32 millions de téléspectateurs[24] (première diffusion)
- France : 8,05 millions de téléspectateurs[25] (première diffusion)

### Épisode 17:Quitte ou double
- États-Unis : 24 février 2003 sur CBS
- France : 12 octobre 2003 sur TF1
- Québec : 2 octobre 2006 sur Séries+

- États-Unis : 19,11 millions de téléspectateurs[26] (première diffusion)

### Épisode 18:Les Experts à la loupe
- États-Unis : 10 mars 2003 sur CBS
- France : 26 octobre 2003 sur TF1
- Québec : 9 octobre 2006 sur Séries+

- États-Unis : 18,95 millions de téléspectateurs[27] (première diffusion)

- Troy Robinson (Lester Cassidy)
- Mickael Runyard (Sergent Hollis)
- Tim Trella (Mike Tooley)
- Larry Rippenkroeger (Sam Laskey)
- John Meier (Cesar Rubio)

### Épisode 19:Dangereuse collaboration
- États-Unis : 31 mars 2003 sur CBS
- France : 5 octobre 2003 sur TF1
- Québec : 16 octobre 2006 sur Séries+

- États-Unis : 16,97 millions de téléspectateurs[28] (première diffusion)

- (en) Noa Tishby (en) (Gloria Tynan /Gina Cusak)

### Épisode 20:Dernière cartouche
- États-Unis : 14 avril 2003 sur CBS
- France : 19 juillet 2007 sur TF1
- Québec : 23 octobre 2006 sur Séries+

- États-Unis : 14,90 millions de téléspectateurs[29] (première diffusion)
- France : 7,82 millions de téléspectateurs[14] (première diffusion) (49,3%)

Les experts enquêtent sur deux affaires.
Dans la première, Horatio est contacté par un homme qu'il avait fait emprisonner quelques années auparavant, aujourd'hui en libération conditionnelle. En effet son fils Jeff vient de disparaître. L'homme craint pour la vie de son fils.

### Épisode 21:Le grain de sable
- États-Unis : 28 avril 2003 sur CBS
- France : 19 juillet 2007 sur TF1
- Québec : 30 octobre 2006 sur Séries+

- États-Unis : 17,18 millions de téléspectateurs[30] (première diffusion)
- France : 7,94 millions de téléspectateurs[14] (première diffusion) (38,4%)

- Maggie Grace (Amy Gorman)

Horatio et son équipe enquêtent sur la mort de deux jeunes gens décédés durant la semaine de relâche (« spring break ») au cours de laquelle des étudiants se retrouvent pour faire la fête.

### Épisode 22:Soirée torride
- États-Unis : 5 mai 2003 sur CBS
- France : 28 septembre 2003 sur TF1
- Québec : 6 novembre 2006 sur Séries+

- États-Unis : 14,46 millions de téléspectateurs[31] (première diffusion)

### Épisode 23:Si loin, si proche
- États-Unis : 12 mai 2003 sur CBS
- France : 16 octobre 2007 sur TF1
- Québec : 13 novembre 2006 sur Séries+

- États-Unis : 17,23 millions de téléspectateurs[32] (première diffusion)
- France : 7,991 millions de téléspectateurs[33] (première diffusion)

Les experts enquêtent sur deux affaires.
Dans la première, Horatio, Eric et Tim interviennent dans une grange dans laquelle un dénommé Darwin Capshaw a été retrouvé mort, entravé par du ruban adhésif, le crâne défoncé. Au moment où Horatio Caine et Eric Delko examinent les lieux, une bombe explose, manquant de justesse de tuer l'équipe. L'affaire devient personnelle pour Horatio quand il apprend que la victime connaissait son frère Raymond. Les soupçons se tournent vers un dénommé Chaz. Plus tard, une jeune femme droguée est découverte dans un cave, probablement enfermée par Chaz.

### Épisode 24:Les Fugitifs
- États-Unis : 19 mai 2003 sur CBS
- France : 29 mai 2005 sur TF1
- Québec : 20 novembre 2006 sur Séries+[34]

- États-Unis : 19,30 millions de téléspectateurs[35] (première diffusion)
- France : 9,081 millions de téléspectateurs[36] (première diffusion)

Stacy Haiduk (Dawn Kaye)

## Vidéographie
- Zone 2 : Les Experts Miami : L'Intégrale de la saison 1, TF1 Vidéo, 2005,  (EAN 3-384442-068703) — Suppléments : deux livrets de 12 et 18 pages.